# Krommeniestraat
De Krommeniestraat is een straat in de Spaarndammerbuurt in Amsterdam-West.

## Geschiedenis
De straat kreeg per raadsbesluit van 2 september 1913 haar naam. Ze werd vernoemd naar dorp Krommenie. Straten en pleinen in de buurt werden alle vernoemd naar plaatsen in de Zaanstreek. De straat was gelegen tussen het Spaarndammerplantsoen en de Hembrugstraat.
De straat werd in daaropvolgende jaren volgebouwd met strokenbouw. De woningen vertoonden in de jaren zeventig dusdanig veel gebreken dat een rendabele renovatie er niet meer inzat. In het kader van stadsvernieuwing ging eigen alles tegen de vlakte om plaats te maken voor een schoolcomplex. Dat schoolcomplex (kleuter- en lagere school) ontworpen door architectenbureau van der Pol nam eigenlijk het gehele binnenterrein van Polanenstraat (oost), Spaarndammerplantsoen (zuid), Oostzaanstraat (west) en Hembrugstraat (noord) in beslag. Het kwam er op neer dat de Krommeniestraat van de kaart kon verdwijnen ware het niet dat aan het noordeinde twee stompjes woningen overbleven en er uiteraard toegang tot de school over moest worden uitgespaard.
De school zou er ruim dertig jaar staan; in 2014 was ze alweer verdwenen. De school had onvoldoende capaciteit om kinderen uit de nieuwe gezinnen uit de nieuwe woonwijk Houthavens te herbergen. De school week daarom uit naar die wijk. Het schoolgebouw werd daarop gesloopt en vervangen door twee grote bouwblokken, die bekendstaan als Spaarndammerhart. Het complex werd gebouwd in een moderne variant van de Amsterdamse School, die historisch alom vertegenwoordigd is in de wijk, maar zeer beperkt in de Krommeniestraat. De komst van het nieuwe complex leidde er wel toe dat het oude stratenplan terugkeerde.
De straat is te nauw voor openbaar vervoer, noch kon kunst in de openbare ruimte worden geplaatst. Sinds 2021 is echter in het complex Spaarndammerhart baksteenkunst te zien van Martijn Sandberg.

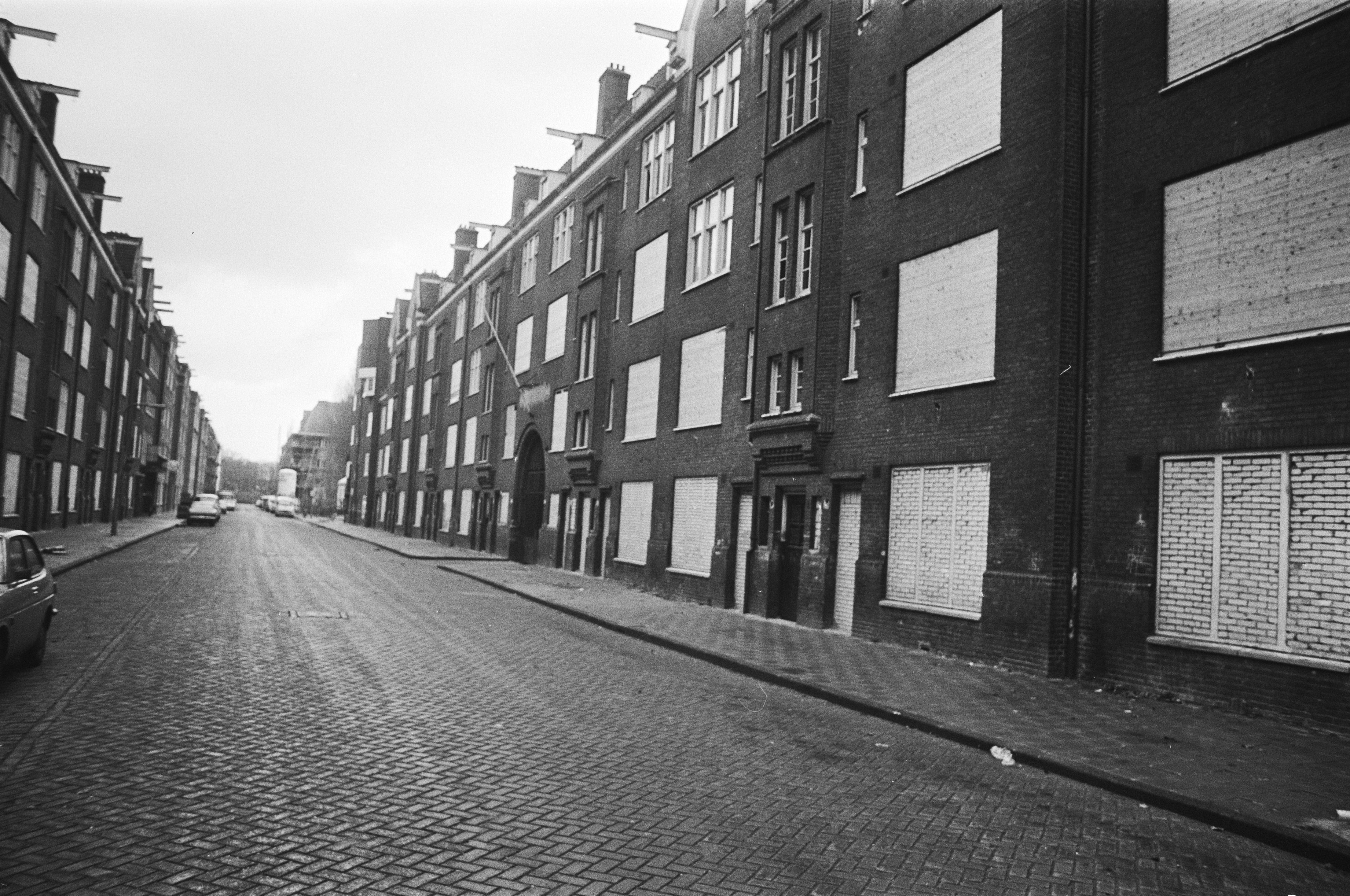
Krommeniestraat in slechter tijden, ook gezien vanaf Hembrugstraat (november 1976)